# بيجو 2008
بيجو عام 2008 روس ميني التي تنتجها الشركة المصنعة الفرنسية بيجو منذ عام 2013. استبدال 2008 بيجو SW 207 بيجو، بيجو لم تخطط لإطلاق نسخة SW من 208.

## الجيل الأول (2013 ، A94)
تم تطويره تحت الاسم الرمزي "A94" ويعتمد على منصة PF1 ، حيث يشارك المكونات الإلكترونية مع بيجو 208 . تم تقديم النسخة المنقحة في معرض جنيف للسيارات في مارس 2016.
في عام 2008، والإنتاج الضخم الذي بدأ أيضا، هو أول منتج من مشروع مشترك بين شركتي بيجو و آيكو اسمه IKAP . يتميز عام 2008 بمحرك توربو 1.6 مضمن ، ينتج 163 حصانًا (122 كيلوواط) وعزم دوران 243 نيوتن متر (179 رطل قدم) عند 4000 دورة في الدقيقة. ينقل صندوق التروس الأوتوماتيكي ذو الست سرعات لعام 2008 قوة المحرك إلى العجلات الأمامية. وهي متوفرة بعلبة تروس يدوية بخمس سرعات ، أو يدوي بست سرعات ، حسب حجم المحرك. اعتبارًا من عام 2017 ، أصبحت متوفرة بست سرعات أوتوماتيكية (1.2 بنزين توربو).
تتوفر بيجو 2008 بنظام التحكم في قبضة بيجو. هذا متوفر في موديلات بنزين 1.6 لتر و 1.6 لتر ديزل. يتم تزويد موديلات التحكم في القبضة بإطارات جوديير M + S طوال الموسم .

## الجيل الثاني(A24 ، 2019)
استنادًا إلى PSA's New Modular Platform Platform (CMP) المشتركة مع طرز أخرى من PSA Groupe ، مثل الجيل الثاني DS 3 Crossback و Opel Corsa F. أُعلن أنه سيأتي في المكسيك بداية عام 2020.

### إصدارات ICE
في وقت الإصدار ، أعلنت بيجو عن خمسة خيارات لمحركات الاحتراق الداخلي (ICE):

### بنزين
1.2 لتر PureTech 100 S&S يدوي بست سرعات ، أو أوتوماتيكي ثماني السرعات
1.2 لتر PureTech 130 S&S يدوي بست سرعات أو أوتوماتيكي بثماني سرعات
PureTech 155 S&S أوتوماتيكي بثماني سرعات (فقط لسيارة GT )

### ديزل
1.5 لتر BlueHDi 100 S&S يدوي 6 سرعات
1.5 لتر BlueHDi 120 S&S أوتوماتيكي 8 سرعات.

### نسخة كهربائية
و محرك كهربائي نسخة، واسمه الإلكترونية 2008 ، ويضم 100 كيلو واط (134 حصان) المحرك الكهربائي والبطارية 50 كيلوواط ساعة (منها 46.2 كيلو واط ساعة غير قابلة للاستخدام)، قادرة على 310 كيلومترا (193 ميلا) من مجموعة تحت WLTP اختبار.
يمكن للمركبة الشحن بسرعات تصل إلى 100 كيلو واط ، إذا سمحت بذلك محطة الشحن. تم طرحه للبيع في أوروبا عام 2020.

## نقل الحركة
كان متوفراً مع خمس سرعات صندوق التروس يدوي أو ست سرعات يدوية، وفقا لحجم المحرك.

## رياضة السيارات
فاز Stéphane Peterhansel بسباق داكار 2016 باستخدام سيارة بيجو 2008 DKR ، بمحرك ديزل V6 مزدوج التوربو مثبت في الجزء الخلفي في المنتصف ، يوفر 340 حصانًا (254 كيلو واط).

## معرض الصور

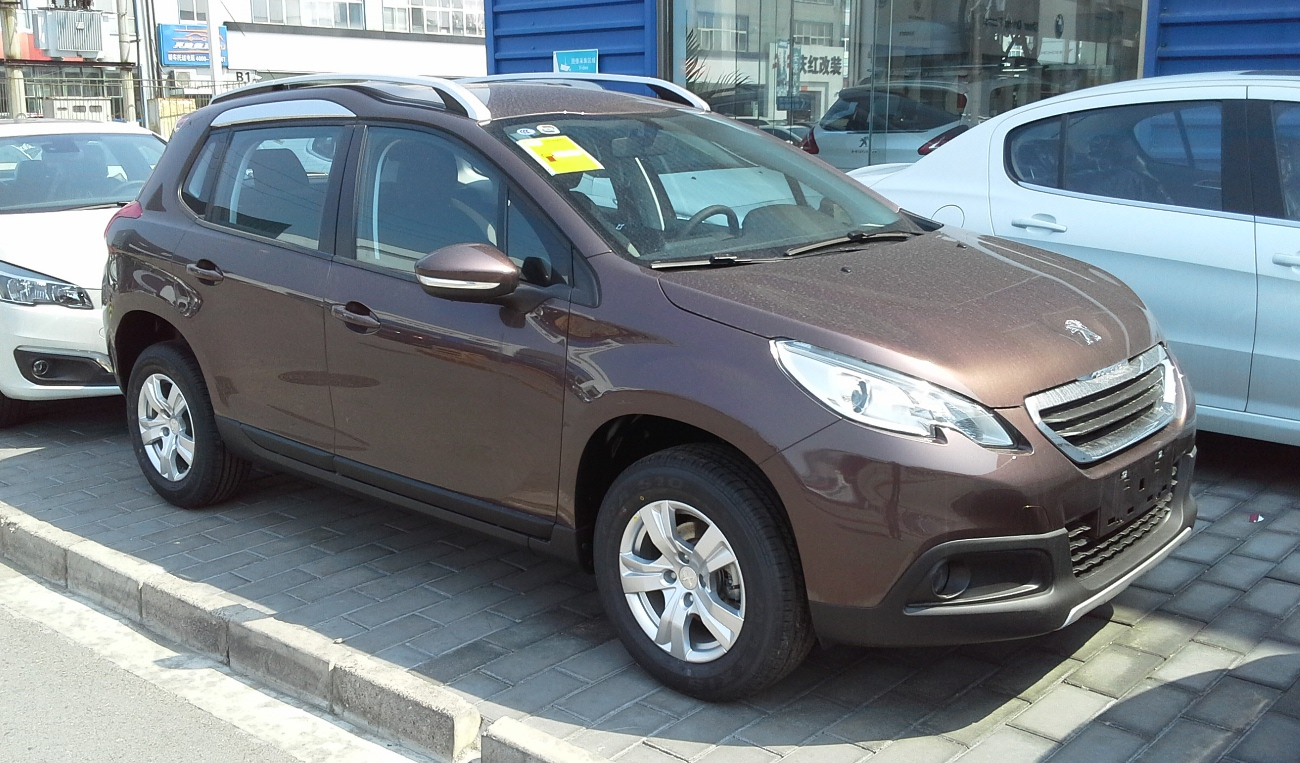
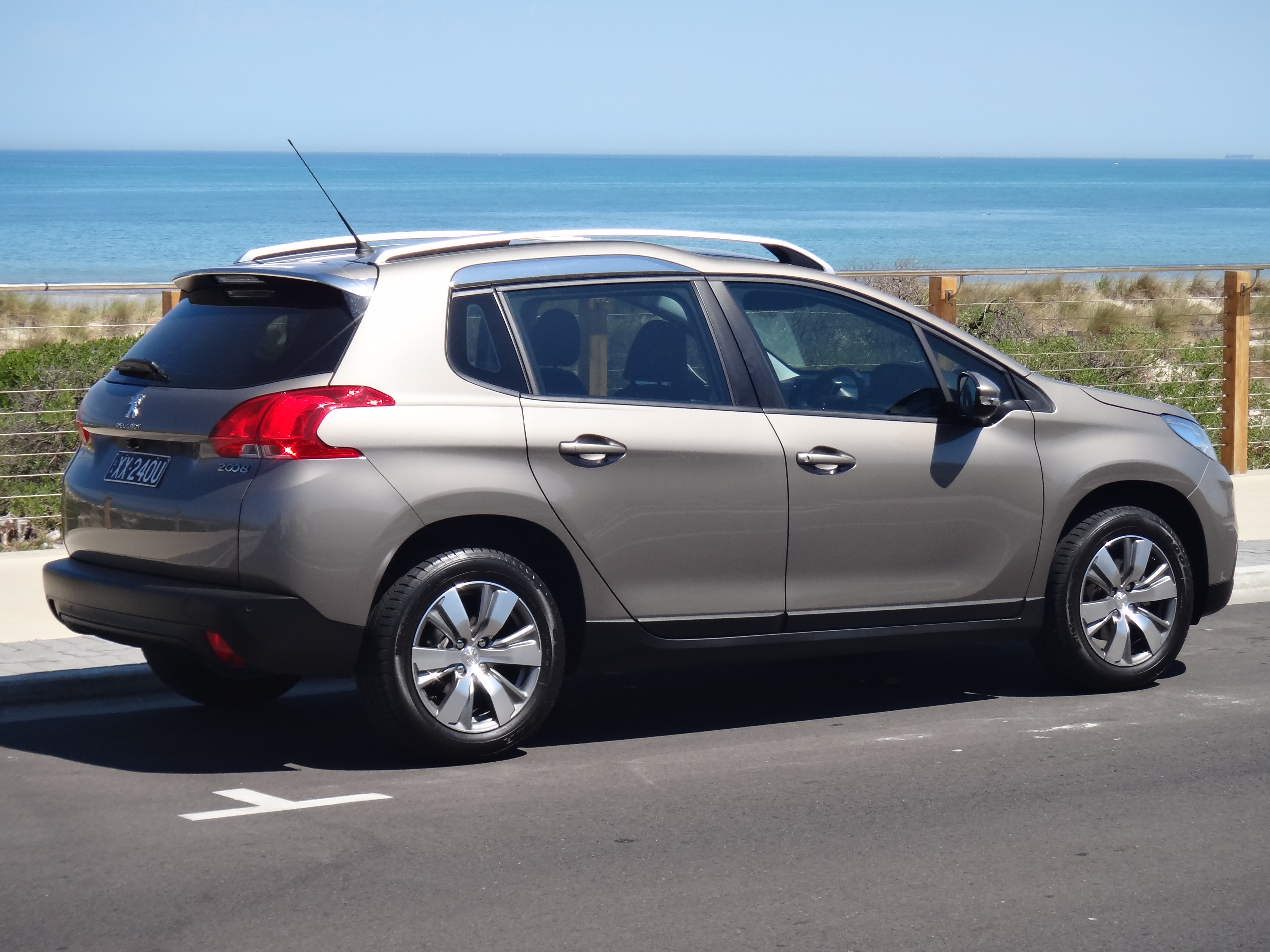
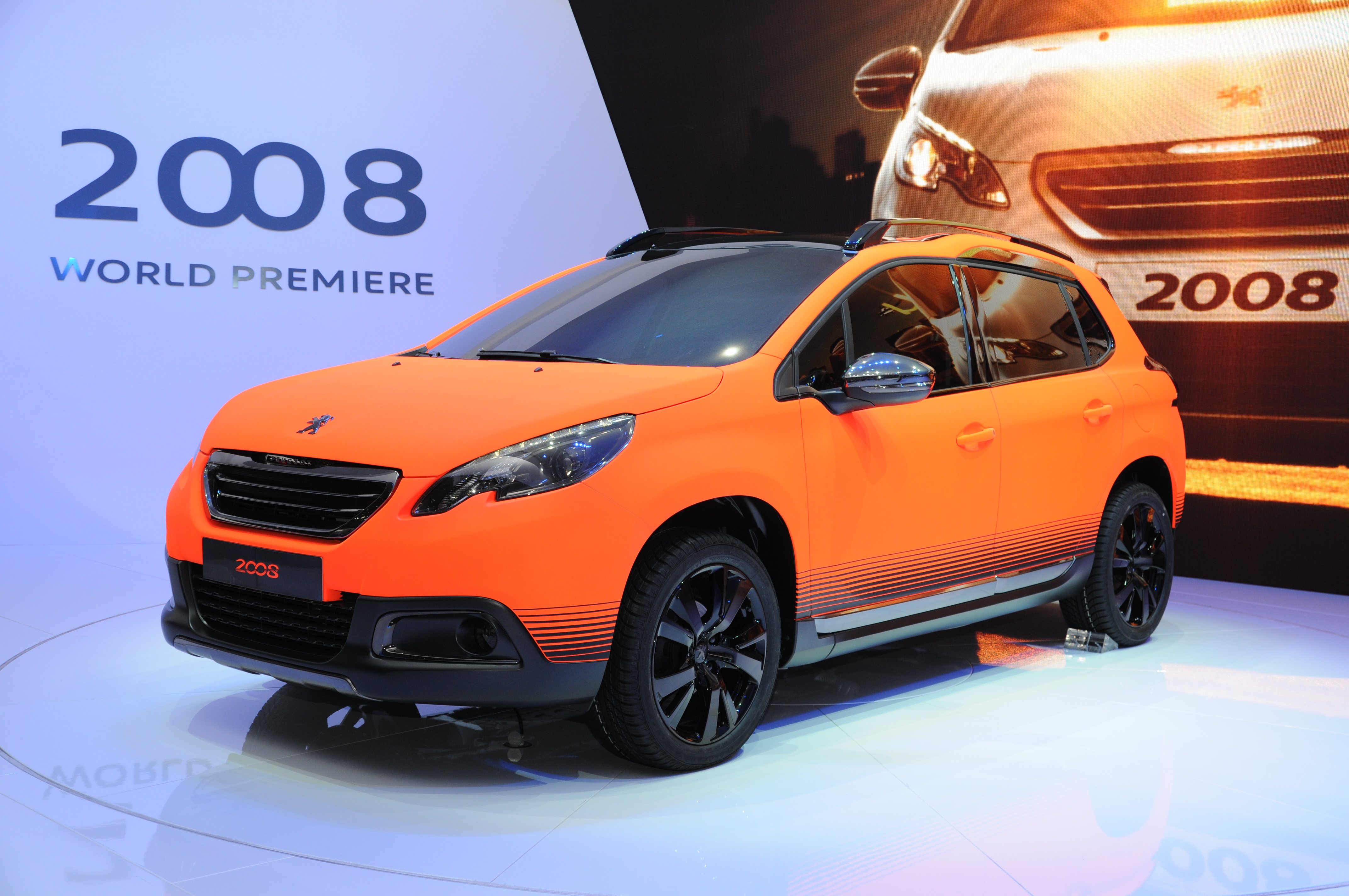
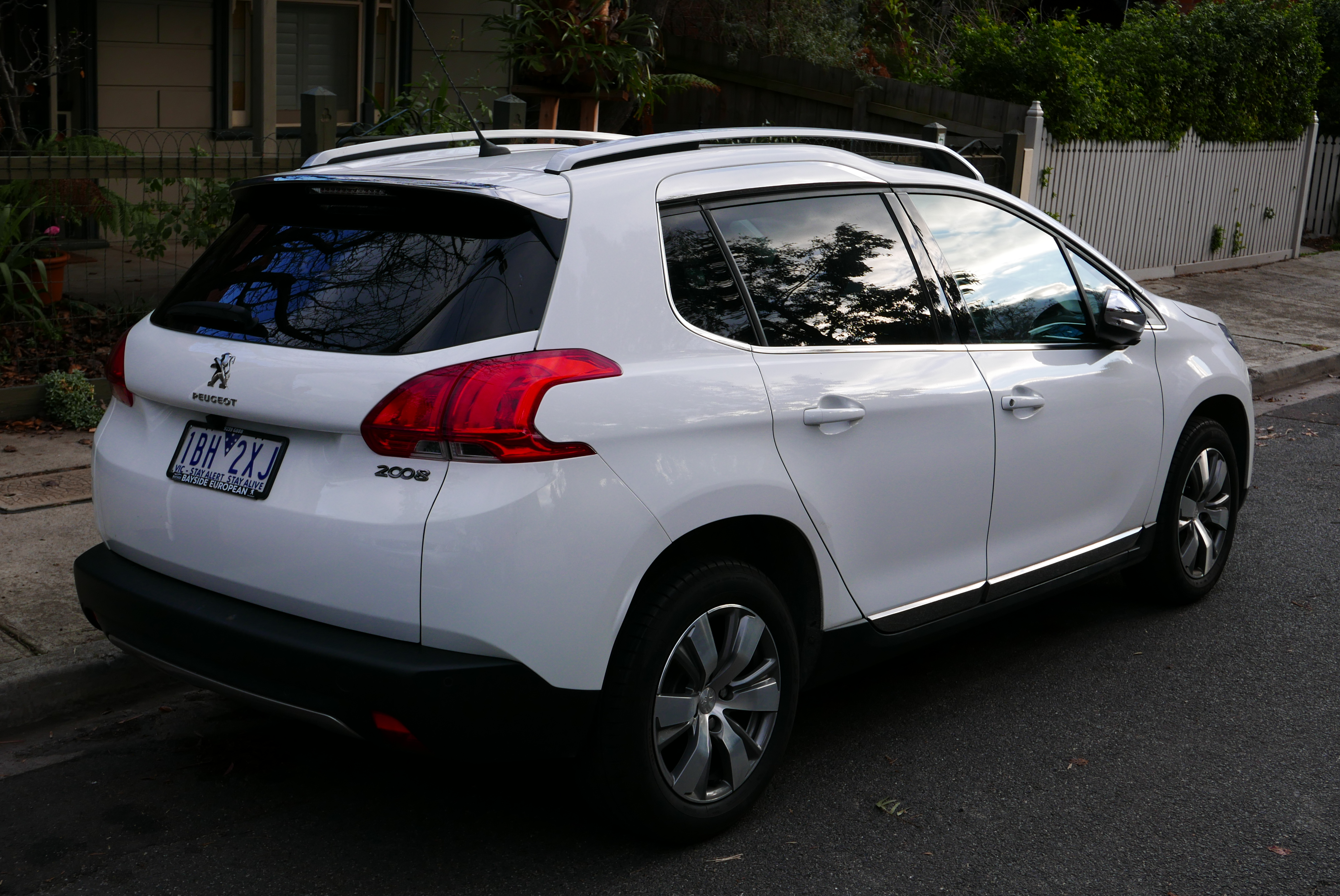

## المبيعات والأنتاج
| السنة | الأنتاج في جميع انحاء العالم | المبيعات في جميع انحاء العالم | ملاحظات                          |
| ----- | ---------------------------- | ----------------------------- | -------------------------------- |
| 2012  | 80                           | 80                            | بلغ اجمالي إنتاج الوحدات 80      |
| 2013  | 78900                        | 74500                         | بلغ اجمالي الإنتاج الوحدات 78900 |